# Mangartstraße

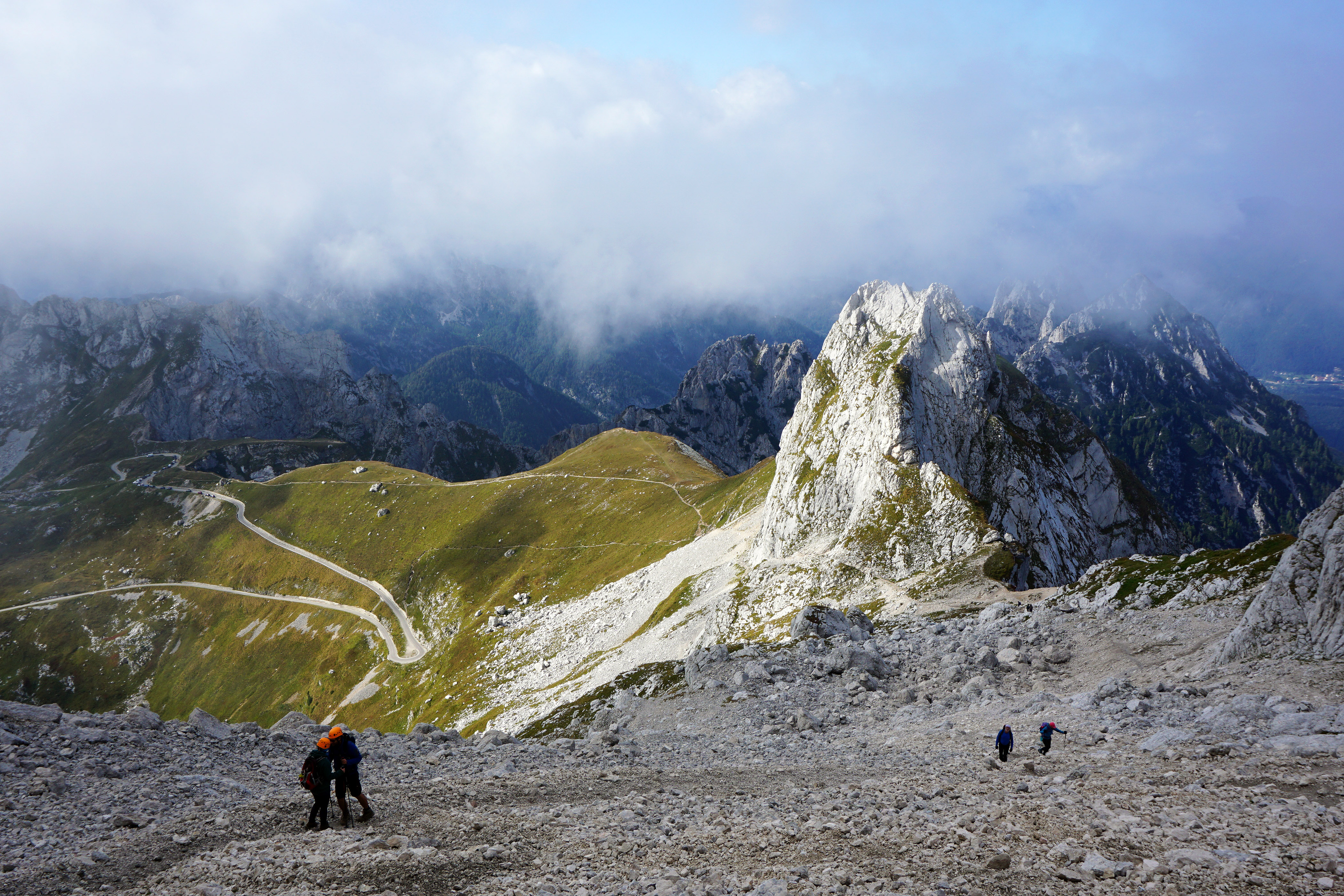
Blick auf Mangartstraße vom Normalweg auf den Mangart

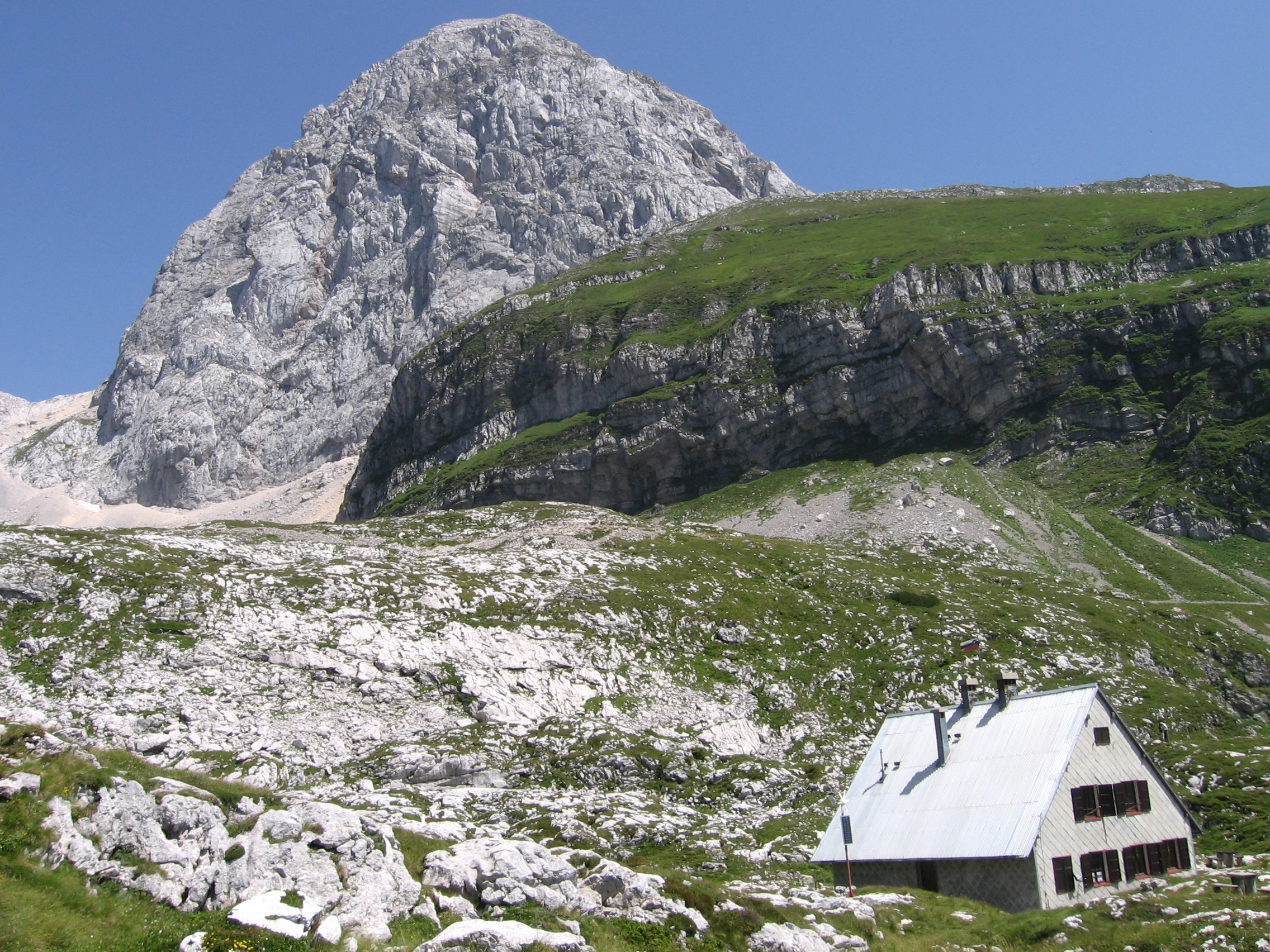
Die Mangarthütte im oberen Bereich der Straße

Die mautpflichtige Mangartstraße (slowenisch: Mangartska Cesta) in den Julischen Alpen führt vom Predilpass hinauf auf die Lahnscharte (slowenisch: Mangartsko sedlo), erreicht die Scharte aber nicht ganz. Die Straße führt auf eine Höhe von 2055 m. i. J. und ist damit die höchste Straße Sloweniens. Die Straße wurde zwischen den beiden Weltkriegen als Militärstraße ausgebaut.
Der Verlauf der 12 km langen, asphaltierten Straße führt über 17 Kehren und durch 5 Tunnel. Das Ende der Mangartstraße ist als Schleife mit einigen Parkplätzen ausgeführt, von dort hat man einen schönen Blick auf den östlich gelegenen Mangart-Gipfel (2677 m. i. J.). Noch vor dieser Schleife zweigt eine kurze Stichstraße zur Mangarthütte (slowenisch: Koča na Mangartskem sedlu) auf 1906 m. i. J. ab.
Im Oktober 2000 zerstörte ein großer Bergrutsch oberhalb der ersten Straßenkilometer eine Brücke und Teile der Straße. Die Schäden wurden inzwischen behoben.
Denzel-Skala: 2–3
Im Winter 2016/2017 hat es im letzten Kilometer der Mangartstraße einen erheblichen Erdrutsch gegeben, der ein kurzes Stück der Straße beschädigt hat. Zwar wurde dieses notdürftig geflickt, Gutachten lokaler Geologen attestieren aber eine Gefahr weiterer Steinschläge in diesem Bereich. Daher ist die Befahrung des letzten Abschnittes und insbesondere des Mangart Sattels nicht mehr erlaubt. Auf 1890 Metern existiert eine Sperre, die auch das Wandern entlang der Straße offiziell untersagt. Der einzige realistische und derzeit erlaubte Weg zu den beiden existierenden Klettersteigen und zum Sattel führt entlang des Wanderweges, der an der Mangart Hütte startet.
Die Mautgebühr für eine Befahrung wird weiterhin erhoben und kostet (Stand Juli 2021) 10 Euro für PKW. 
Die Mangartstraße war 2019 und 2024 Checkpoint des Transcontinental Race und 2021 des Three Peaks Bike Race. 